# Шаламон
Шаламон (фр. Chalamont) је насељено место у Француској у региону Рона-Алпи, у департману Ен (Рона-Алпи).
По подацима из 2011. године у општини је живело 2365 становника, а густина насељености је износила 71,93 становника/km².
[Датотека:Panneau Ville Fleurie Avenue Reine Astrid - Ablon-sur-Seine (FR94) - 2022-06-05 - 1.jpg|мини|Награда „Цветни град”.
Ознака „Градови и села у цвету", раније названа конкурсом, основана је 1959. године у Француској ради промовисања цветања, животног окружења и зелених површина.]]

## Демографија
| 1962. | 1968. | 1975. | 1982. | 1990. | 2011. |
| ----- | ----- | ----- | ----- | ----- | ----- |
| 1.184 | 1.199 | 1.307 | 1.415 | 1.476 | 2.365 |